# Солдатские девки (фильм)
«Солдатские девки» (итал. Le soldatesse, в советском прокате — «Они шли за солдатами») — кинофильм 1965 года, поставленный Валерио Дзурлини.

## Сюжет
Вторая мировая война, осень 1941 года, Греция частично оккупирована итальянскими войсками Муссолини. Отряду лейтенанта Мартино приказано провести по гористой местности группу из 12 девушек-проституток для обслуживания итальянских солдат в армейских борделях Албании и Югославии. Одна из девушек явно влюблена в лейтенанта, но он отдал своё сердце другой — неприступной гордячке.
Эта непростая поездка в итоге выявляет истинную человеческую сущность всех её участников.

## В ролях
- Анна Карина — Эленица
- Леа Массари — Тула
- Мари Лафоре — Эфтихия
- Томас Милиан — лейтенант Гаэтано Мартино
- Марио Адорф — Кастаньоли
- Валерия Морикони — Эбе
- Александар Гаврич — майор Алесси (советский дубляж — Роберт Чумак)
- Россана Ди Рокко — Панайота, сестра Тулы
- Милена Дравич — Аспазия
- Гвидо Альберти — полковник Гамбарделла

## Награды
- 1965 — Специальный приз жюри на кинофестивале в Москве
- 1966 — лучший зарубежный фильм года по итогам опроса журнала "Советский экран".